# 尼崎東海岸出入口
尼崎東海岸出入口（あまがさきひがしかいがんでいりぐち）は、兵庫県尼崎市の阪神高速道路5号湾岸線の出入口。六甲アイランド方面のみ出入口のあるハーフIC。
2025年（令和7年）3月18日より入口料金所がETC専用になっている。

## 料金所

### 尼崎東海岸料金所
- ブース数：2
  - ETC専用：1
  - サポート：1

## 隣
阪神高速5号湾岸線
(5-04,5-05)中島出入口 - 中島PA - (5-06)尼崎東海岸出入口 - (5-07)尼崎末広出入口